# Jürgen Zeddies

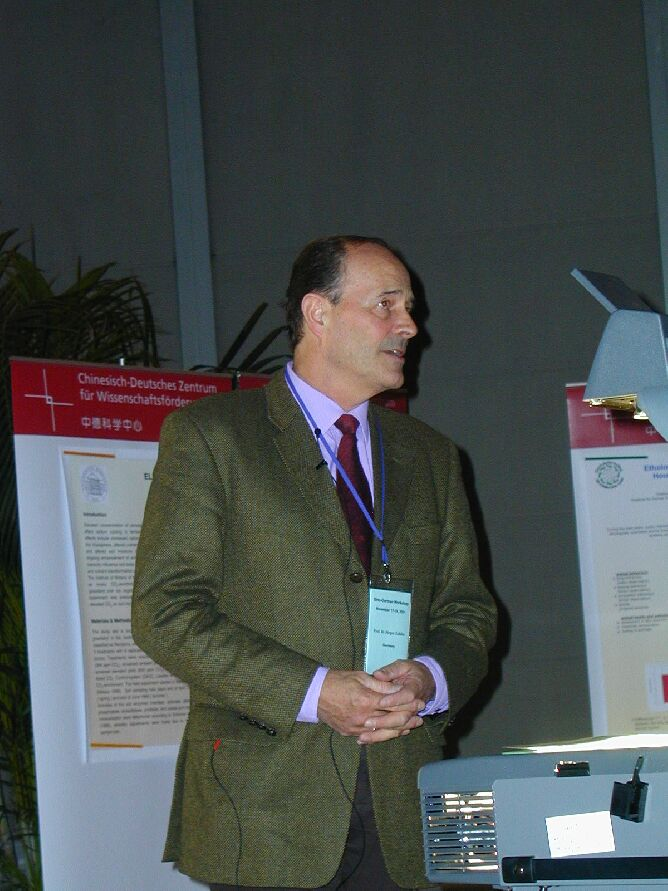
Jürgen Zeddies (2001)

Jürgen Friedrich Zeddies (* 28. Juni 1942 in Hameln) ist ein deutscher Agrarökonom, er ist Emeritus der Universität Hohenheim  und Berater von deutschen und internationalen Regierungs- und Forschungsorganisationen.

## Biografie
Als Sohn von Marie Zeddies, geborene Henneke, und des Landwirts Friedrich Zeddies wuchs Jürgen Friedrich Zeddies auf dem elterlichen Betrieb auf, besuchte wie seine Vorfahren von 1961 bis 1962 die Michelsenschule, eine Landwirtschaftliche Fachschule in Hildesheim, und erwarb den Abschluss als staatlich geprüfter Landwirt mit Hochschulreife. Er studierte von 1962 bis 1966 in Göttingen Agrarwissenschaften (Landwirtschaft), erhielt dort seine Diplom und wurde 1969 zum Dr. sc. agr. promoviert und 1974 habilitiert. Er ist evangelisch und wurde während seines Studiums Mitglied der Burschenschaft Frisia Göttingen, des heutigen Corps Frisia.
Im Sommersemester 1974 übernahm er die Lehrstuhlvertretung für Wilhelm Brandes und wurde im Oktober 1974 auf eine Professur für landwirtschaftliche Betriebslehre an die Universität Hohenheim in Stuttgart berufen. Diese Position hatte er bis 2008 inne. Er heiratete 1969 Heide Belitz, hat einen Sohn (Götz Zeddies) und wohnt in Leinfelden-Echterdingen.
Von 1977 bis 1971 wirkte Jürgen Zeddies als Dekan der Agrarwissenschaftlichen Fakultät, 1981 war er 1. Vizepräsident der Universität. Im Auftrag von Bundes- und Landesministerien verfasste Zeddies Gutachten zum Beispiel zur Milchgarantiemengenregelung, Flächenstilllegung, Direktzahlungen an die Landwirtschaft (zusammen mit A. Henze) und im Auftrag der EU-Kommission zur Reform der Zuckermarktordnung (zusammen mit Wilhelm Henrichsmeyer).
Jürgen Zeddies war ständiger Berater des Bundesministeriums für wirtschaftliche Zusammenarbeit und der Gesellschaft für Internationale Zusammenarbeit in ökonomischen Fragen des Pflanzenschutzes (u. a. Jemen, Nigeria, Philippinen, Tonga, Samoa, Marokko), verbessertes Saatgut (u. a. Nepal, Sri Lanka, Marokko) sowie neue Produktionsverfahren durch technische Innovationen (u. a. Azoren, Philippinen, Ägypten, Benin).
In China hat Zeddies als erster Ausländer im Auftrag der chinesischen Regierung (1986 in Zusammenarbeit mit Erwin Reisch und W. Grosskopf) eine Studie zur Bodenreform durchgeführt, die in wenigen Jahren umgesetzt wurde. Nach Auflösung des „Ostblocks“ hat er EU-Projekte zum Aufbau des Hohenheimer Netzwerkes genutzt. Wissenschaftler aus Polen, Rumänien, Ukraine, Litauen, Russland, Usbekistan, Armenien, Georgien sind in Hohenheim ausgebildet worden, ihre Heimatinstitute sind mit Internet, Computer und Fachbücher ausgestattet worden.
Zeddies war neun Jahre Sprecher eines Sonderforschungsbereichs der Deutschen Forschungsgemeinschaft und 10 Jahre Leiter eines Graduiertenkollegs der Deutschen Forschungsgemeinschaft. Sechs Jahre gehörte er dem Hauptausschuss und Senat der Deutschen Forschungsgemeinschaft an. Er war Mitglied des Wissenschaftlichen Beirats beim Bundesministerium für Landwirtschaft und Forsten und beim Nachhaltigkeitsbeirat des Landes Baden-Württemberg.

## Ehrungen (Auswahl)
- Staatsmedaille in Gold des Landes Baden-Württemberg (1995)
- Ehrendoktorwürden der Universitäten in Moskau (Timirjasew-Akademie 1996) und  Timișoara (Rumänien 1999)
- Ehrenprofessuren in Südkorea (Suwon 1997) und Usbekistan (Samarkand 2002)
- Ehrennadel der Universität Hohenheim (2008)
- Bundesverdienstkreuz am Bande der Bundesrepublik Deutschland (2008)
- Theodor-Brinkmann-Preis der Universität Bonn (2009)

## Veröffentlichungen
- Einführung in die landwirtschaftliche Betriebslehre, spezieller Teil. Lehrbuch. 1977.
- Rindfleischproduktion. Lehrbuch. 1978.
- Angebotskontingentierung in der Landwirtschaft (Kosten-Nutzen-Analyse). 1979.
- Leistungsprüfung in der Tierzucht (Kosten-Nutzen-Analyse). 1980.